# Камара, Яя
Яя Камара (фр. Yaya Kamara; род. 25 августа 2004) — сенегальский футболист, вингер.

## Карьера
Футбольную карьеру начинал в сенегальском клубе «Гедиавай». В конце июля 2023 года футболист перешёл в латвийский клуб «Метта». Дебютировал за клуб 27 августа 2023 года в матче против клуба РФС, выйдя на замену на 75 минуте. На протяжении сезона футболист был игроком замены, результативными действиями не отличившись. Завершил сезон на предпоследнем месте в чемпионате, отправившись в стыковые матчи за сохранение прописки. По итогу стыковых матчей футболист вместе с клубом победили клуб «Скансте» и сохранили прописку в чемпионате. По окончании срока действия контракта футболист покинул латвийский клуб.

## Международная карьера
Выступал в молодёжной сборной Сенегала до 20 лет.